# Wan Qian
Dans ce nom chinois, le nom de famille, Wan, précède le nom personnel.
Wan Qian (chinois simplifié : 万茜 ; chinois traditionnel : 萬茜), née le 14 mai 1982 à Yiyang, est une actrice et chanteuse chinoise.

## Biographie
Elle est fortement influencée par son père quand elle est jeune. Durant son enfance, son père l'amène toujours à faire usage de sa voix, cultivant son amour du chant.
Une chance fortuite l'amène à s'inscrire au programme de premier cycle de théâtre de la Shanghai Theatre Academy. Au cours de sa vie étudiante à Shanghai, elle représente la STA en tant qu'actrice principale dans des festivals internationaux de théâtre en Roumanie, à Hong Kong et aux États-Unis. Après son diplôme, elle est recrutée dans une maison de disques à Pékin.
Le 6 août 2013, elle rejoint le casting de la série Flowers in Fog. Au cours de sa carrière, elle tient d'abord des rôles de faire-valoir romantique puis des femmes de pouvoir. Elle est présente au festival de Cannes 2019 pour présenter le film chinois Le Lac aux oies sauvages, réalisé par Diao Yi'nan.

## Palmarès
- Golden Horse Film Festival and Awards 2014 : Meilleure actrice dans un second rôle dans Paradise in Service[2].
- Beijing College Student Film Festival 2016 : Meilleure actrice dans The Insanity.

## Vie privée
En 2015, elle commence à sortir avec l'acteur taïwanais Joseph Chang, mais la relation prend fin des mois plus tard.
Wan épouse son petit ami, un photographe publicitaire. Le 9 novembre 2017, Wan Qian donne naissance à leur fille à Shanghai.

## Filmographie

### Cinéma
| Année | Titre occidental                | Titre chinois    | Rôle            |  |
| ----- | ------------------------------- | ---------------- | --------------- |  |
| 2008  | Butterfly Lovers                | 剑蝶             |                 |  |
| 2012  | Threads of Time                 | 柳如是           | Liu Rushi       |  |
| 2013  | Christmas Rose                  | 圣诞玫瑰         | Megan           |  |
| 2013  | Paradise in Service             | 军中乐园         | Ni Ni           |  |
| 2015  | The Laundryman                  | 青田街一号       | Lin Xiang       |  |
| 2016  | Hide & Seek                     | 捉迷藏           | Ping Zhi        |  |
| 2016  | The Insanity                    | 你好，疯子       | An Xi           |  |
| 2017  | God of War                      | 荡寇风云         | Lady Qi         |  |
| 2017  | Guilty of Mind                  | 心理罪           | Qiao Lan        |  |
| 2019  | Le Lac aux oies sauvages        | 南方车站的聚会   | Yang Shujun     |  |
| 2019  | Youthful China in the Headlines | 头条里的青春中国 |                 |  |
| 2021  | Endgame                         | 人潮汹涌         | Li Xiang (李想) |  |

## Discographie
Albums
| Année | Titre anglais           | Titre chinois |
| ----- | ----------------------- | ------------- |
| 2007  | Universal Gratification | 万有引力      |
| 2010  | Thousand of Words       | 万语千言      |

Singles
| Année | Titre anglais      | Titre chinois | Album                         | Notes       |
| ----- | ------------------ | ------------- | ----------------------------- | ----------- |
| 2014  | River of No Return |               | Paradise in Service OST       |             |
| 2016  | Gift               | 礼物          | The Insanity OST              |             |
| 2017  | Step Aside for You | 为你成全      | The Glory of Tang Dynasty OST | avec Li Nan |